# Шрётер, Людвиг Людвигович
Лю́двиг Лю́двигович Шрётер (нем. Ludwig Franz Anton Johann Schröter; 1878—1911) — русский архитектор. Ученик и зять Л. Н. Бенуа.

## Биография
Родился 9 (21) июня 1878 года в Санкт-Петербурге в семье купца 2-й гильдии и фондового маклера Людвига Карловича Шрётера (1843—1907).
В 1898 году окончил Царскосельскую Николаевскую гимназию, в 1904 году — Высшее художественное училище при Императорской Академии художеств.
Скончался 28 июня (11 июля) 1911 года. «Петербургская газета» сообщила, что он окончил жизнь выстрелом из револьвера.

## Проекты
- Можайская улица, № 33 — доходный дом Д. А. Белова, 1906—1907[5].
- Солдатский переулок, № 6 — доходный дом О.Л. Чахотиной. 1908—1909.
- Гатчинская улица, № 26 / Чкаловский проспект, № 15, левая часть / Ораниенбаумская улица, д.№ 27 — комплекс зданий Государственной типографии. 1910—1911. Участие в реализации проекта своего тестя, Л. Н. Бенуа.

## Семья
Был женат с 28 апреля 1904 года на старшей дочери академика архитектуры Л. Н. Бенуа Екатерине Леонтьевне (1883—1970). Поручителями были: по жениху — дворянин Эрвин Николаевич фон-Кубе и купец Фридрих Фёдорович Фейзер; по невесте — ученик Высшего художественного училища Николай Евгеньевич Лансере и коллежский секретарь Александр Константинович Якимов.
Их дети:
- Марианна Людвиговна Шрётер (06.06.1905−1982), в замужестве Виноградова; художница. Её дочь Нина (1936—1986) в 1956 году стала женой И. С. Глазунова.
- Гали (25.08.1906—2001), в замужестве Войцкевич; архитектор и художник-мозаичист; училась на архитектурном факультете Академии художеств в 1924—1929 годах.
- Шрётер, Логин Людвигович (10.03.1908—01.06.1988), архитектор.
- Михаил (25.07.1910—27.06.1976), теннисист, судья Всесоюзной категории[7].

После ранней смерти главы семейства опеку над осиротевшей семьей взяли на себя родители Екатерины Леонтьевны. Традиции и художественная атмосфера семьи Л. Н. Бенуа сильно повлияли на формирование характеров его внуков. Семья Бенуа традиционно отдавала своих сыновей в школу Карла Мая, но революционные катаклизмы нарушили нормальное течение жизни и, уже в бывшую школу К. Мая в 1923 году был отдан только сын Логин.